# Myiagra hebetior
Myiagra hebetior là một loài chim trong họ Monarchidae.